# Góry Strzeleckiego
Góry Strzeleckiego (ang. Strzelecki Ranges, Strzelecki Hills) – niewysokie pasmo górskie w Wielkich Górach Wododziałowych, w południowo-wschodniej Australii, na terenie stanu Wiktoria. Ciągnie się na przestrzeni 100 km na wschód od Melbourne między miejscowościami Latrobe Valley i Bass Strait. Średnia wysokość szczytów to 300 m n.p.m. Najwyższym wzniesieniem jest Mount Tassie (740 m).
Na terenie pasma znajdują się parki: Tarra-Bulga National Park o powierzchni 16 km² i Mount Worth State Park o powierzchni 10 km².
Nazwa pasma pochodzi od polskiego badacza Pawła Edmunda Strzeleckiego, który w 1840 roku badał ten region.